# Fantasia en do (Schumann)
La Fantasia en do, op. 17, és una obra per a piano de Robert Schumann composta entre 1836 i 1838 quan el compositor tenia vint-i-sis anys. La seva composició va estar envoltada d'una sèrie de circumstàncies especials que van tenir un palpable impacte espiritual en la vida del compositor: un homenatge a la figura de Beethoven i la remembrança de la seva futura esposa Clara. L'últim moviment és considerat com un dels cims del Romanticisme musical. La seva execució demana aproximadament una mica menys de trenta minuts.

## Homenatge a Beethoven
En primer lloc, l'obra va ser concebuda com una sonata per a piano dedicada a la memòria d'un dels seus models a seguir: Ludwig van Beethoven. De fet, es basa en el tema del compositor alemany An die ferne Geliebte (1816). A finals de 1835, el compositor Franz Liszt va plantejar als seus amics artistes el seu projecte per aixecar un monument a Beethoven a Bonn. Schumann es va mostrar summament entusiasta amb la idea i va enginyar la seva pròpia forma de col·laborar amb el pla, component una sonata per a piano per honrar Beethoven, en vista que aquest gènere va ser portat a la seva màxima expressió pel geni de Bonn. D'acord amb el pla de Schumann, els beneficis obtinguts per la publicació i venda de la seva sonata es destinarien al projecte de Liszt. Tanmateix, la seva idea no va ser acollida per Kistner, editor de les seves obres, i el seu treball va tenir una altra destinació.
L'obra de Schumann és composta de tres moviments. El primer és agitat i molt apassionat, el segon té caràcter de marxa i l'últim és lent i reflexiu. L'haver elegit un moviment reposat com a moviment final, si bé és inusual en una sonata, és un recurs que ja havia estat explorat precisament per Beethoven en les seves sonates op. 109 i op. 111; li confereix, a la totalitat de l'obra, una major transcendència artística, allunyant-la de tot afany del virtuosisme d'un gran finale. Els subtítols elegits per Schumann per a cada moviment - Ruïnes, Trofeus (o Arc del Triomf) i Palmes (o Constel·lació)- intentaven retratar el recorregut espiritual de la vida de Beethoven. En la versió final, Schumann va eliminar els subtítols de cada moviment.
Però el més peculiar és que Schumann suggereix petits fragments de música de Beethoven en la seva pròpia sonata per retre-li homenatge pòstum: és així com podem reconèixer trossos d'un dels seus lieder, així com del concert per a piano Emperador i de les seves cinquena i setena simfonies.

## Enyorança de Clara
Aquesta obra també revela els més profunds sentiments que Schumann sentia cap a la pianista Clara Wieck, amb qui es casaria quatre anys més tard. Durant l'època de la composició de la sonata, la parella havia sofert una dolorosa separació, ja que el pare de Clara, Friedrich Wieck, s'oposava a la relació d'ambdós. Durant un extens període, Clara i Robert es van veure limitats a mantenir comunicació epistolar, situació que començava a minar l'estat anímic dels enamorats. Ja que la seva ment tenia la idea fixa del rencontre, Schumann va utilitzar elements que tinguessin relació tant amb Beethoven com amb Clara. Per això, un dels fragments beethovenians que va utilitzar va ser un motiu del cicle de lieder An die ferne Geliebte (A l'estimada llunyana). I precisament va seleccionar la melodia d'un vers en particular, que resa: Nimm sie hin denn, diese Lieder, Die ich dir, Geliebte sang... (Accepta llavors aquestes cançons que jo canto per a tu, estimada meva). Així mateix, el concert Emperador és significatiu perquè era una de les obres que Clara executava amb major freqüència i mestria.

## Moviments
Sempre fantasticamente (?·pàg.)

 Moderato, sempre energico (?·pàg.)

 Lento sostenuto, sempre piano (?·pàg.)